# Porion
Pour les articles homonymes, voir Porion (homonymie).

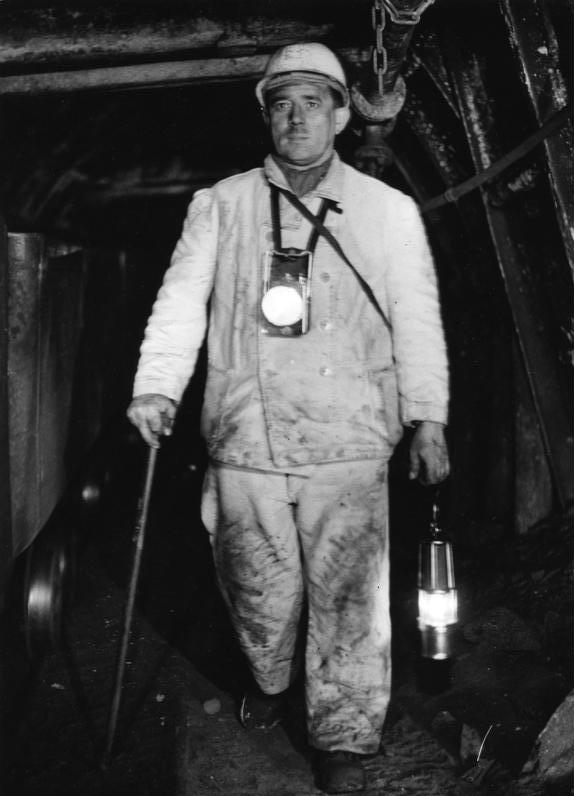
Un porion dans une mine allemande

Dans le monde minier, porion est l'appellation familière du maître mineur, ou contremaître.
Le Parc d'aventures scientifiques et sociales, musée installé sur le carreau de l'ancien charbonnage de Frameries dans la région du Borinage à Frameries près de Mons en Belgique, donne comme étymologie du mot porion : « faire le poireau ». Le mot « porion » désigne effectivement un poireau en patois picard.  En effet, le porion ne fait pas de travail manuel mais reste immobile et regarde les autres travailler. Dans une exploitation minière, le maître mineur est l'ancienne appellation du chef de fond qui est responsable de la maîtrise pour toute une fosse.[réf. nécessaire]
Émile Zola, dans Germinal, traite du mineur Antoine Chaval ; son patron, Victor Deneulin, un des actionnaires de la mine Jean Bart, propose à ce dernier un emploi de porion, en récompense, pourvu qu'il n'appelle pas à la grève, en tant qu'elle suivrait la grève des autres puits, notamment celui de Toussaint Maheu.[réf. nécessaire]
Guy Dubois estime quant à lui que le terme viendrait plutôt de l'italien "caporione (it)", signifiant chef de quartier.[réf. nécessaire] Ce terme aurait été apporté par les travailleurs italiens immigrés et introduit dans les mines du sud de la France.